# Dan Barry
Daniel Barry (11 de julio de 1923 – 25 de enero de 1997) fue un historietista estadounidense.  Junto a Leonard Starr, Stan Drake y su hermano Sy Barry, ayudó a definir y ejemplificar un particular estilo "New York Slick", caracterizado por una cuidadosa atención a las líneas y una clara delimitación de las texturas. Este dominó los cómics estadounidenses hasta que Jack Kirby empezó a atraer la atención general. El hermano de Dan Barry, Sy Barry, fue dibujante de The Phantom.

## Biografía
Desde 1947-48 dibujó la tira de prensa de Tarzán y en 1951 revivió la de Flash Gordon. En diferentes ocasiones los escritores de ciencia ficción Harry Harrison y Julian May colaboraron en los guiones de esta serie. Con todo ello, haría "menos barroca y más científica esta historieta, de acuerdo acaso con los avances de la técnica: cuando Raymond inició su personaje los viajes especiales eran sólo una fantasía, mientras" que en los años sesenta ya eran una realidad. Fue ayudado, además, por otros artistas como Bob Fujitani, Fred Kida y Frank Frazetta. 
Cuando Mac Raboy murió en 1967, Barry asumió también la responsabilidad de las tiras dominicales de Flash Gordon.  En 1990, dejó totalmente Flash Gordon, cuando el syndicate, King Features le propuso una reducción de salario.
Sus últimos trabajos fueron para Dark Horse Comics, dibujando muchos comic-books de Indiana Jones y Predator.

## Premios
- 1991 Premio Haxtur al "Autor que amamos" (Salón Internacional del Cómic del Principado de Asturias)

Nominaciones
- 1992 Premio Haxtur al "Mejor dibujo" por Indiana Jones y las llaves de Atlantis  (Salón Internacional del Cómic del Principado de Asturias)